# Шмит, Александр Оттович
Александр Оттович Шмит (1833 — 1916) — российский военачальник, генерал от инфантерии.
Старший брат генерала от кавалерии Евгения Оттовича Шмита. Автор двухтомного описания Херсонской губернии, которое является важным источником по истории края.

## Биография
Из дворян. Немецкого происхождения. Православный.
Окончил Первый кадетский корпус в Санкт-Петербурге, затем Николаевскую академию генерального штаба.
Участник Крымской войны (кампания 1855 года).
1.01.1857 — 17.12.1857 — дивизионный квартирмейстер 1-й кирасирской дивизии.
10.1858 — 31.01.1859 — исполняющий должность корпусного обер-квартирмейстера Резервного кавалерийского корпуса.
В 1859 году командирован Генеральным штабом  в Херсонскую губернию для статистического описания края, который, по мнению российского командования, после неудачной Крымской войны, снова мог стать ареной военных действий. На протяжении года Шмит изучал положение дел в губернии, её экономику, рельеф местности, населённые пункты. После этого еще не менее двух лет он работал над собранным материалом. Только в 1863 году Шмит выступил с четырёхчасовым докладом о положении дел в Херсонской губернии на Большой конференции Генерального штаба, а в следующем году его труд был напечатан. За эту работу Александр Шмит  был награжден орденом Святого Владимира 4-й степени, а уже вскоре, в 1864-м году, был произведён в полковники.
12.12.1861 — 5.05.1862 — начальник штаба 3-й кавалерийской дивизии.
5.05.1862 — 30.01.1863 — обер-квартирмейстер Сводного кавалерийского корпуса.
30.01.1863 — 25.12.1869 — подполковник (с 30.08.1864 полковник) Шмит — начальник штаба 6-й кавалерийской дивизии, параллельно начальник госпиталя в  Умани.
25.12.1869 — 10.10.1875 — на штабных должностях в штабе Киевского военного округа.
10.10.1875 — 22.04.1878 — генерал-майор, командир 2-й бригады 32-й пехотной дивизии. В этой должности участвовал в русско-турецкой войне 1877-1878 годов.
22.04.1878 — 04.08.1885 — генерал-майор, командир 1-й бригады 29-й пехотной дивизии.
4.08.1885 — 3.11.1893 — начальник 16-й пехотной дивизии.
С 3.11.1893 по 9.1904 состоял в распоряжении военного министра.
01.07.1902 генерал-лейтенант Александр Оттович Шмит пожалован орденом Александра Невского. В 1904 году уволен в отставку, с пожалованием чина генерала от инфантерии  (традиция, принятая при Николае II).

## Награды
Генерал Шмит был награждён орденом святого Владимира 3-й степени (1878), орденом Святого Станислава 1-й степени (1882), орденом Святой Анны 1-й степени (1887),  и орденом Святого Александра Невского (1902) а также положенными низшими степенями Станислава, Анны и Владимира.

## Труды
- Материалы для географии и статистики России, собранные офицерами генерального штаба. Херсонская губерния. Составил Генерального штаба подполковник А. Шмидт. — Санкт-Петербург, типография Калиновского, 1863.